# Погані хлопці (фільм)
«Погані хлопці» (англ. Bad Boys) — популярний американський комедійний бойовик, знятий у 1995 році. Режисером фільму виступив Майкл Бей, продюсери Дон Сімпсон та Джері Брукхаймер. У головних ролях зіграли Вілл Сміт, Мартін Ловренс, Теа Леоні. У 2003 році було знято продовження «Погані хлопці 2».

## Сюжет
Вони — повна протилежність один одного. Один з них — зразковий сім'янин і не має багатства, інший багатий і користується всіма благами холостяцького життя. Крім дружби їх об'єднує робота в поліції.
Їх нове завдання — зловити жорстокого злочинця, що вкрав наркотики з секретного складу, а також врятувати дівчину, яка випадково опинилася на його шляху. Але для цього друзям доведеться помінятися місцями.

## У ролях
| Актор              | Роль             |
| ------------------ | ---------------- |
| Вілл Сміт          | Майк Ловрі       |
| Мартін Ловренс     | Маркус Бернетт   |
| Теа Леоні          | Джулі Мотт       |
| Чеки Каріо         | Фуше             |
| Джо Пантоліано     | капітан Говард   |
| Марг Гельгенбергер | Елісон Сінклер   |
| Нестор Серрано     | детектив Санчес  |
| Хуліо Оскар Мечосо | детектив Руїс    |
| Тереза Рендл       | Тереза Бернетт   |
| Саверіо Гуерра     | швейцар          |
| Шон Товб           | клерк            |
| Ліза Бойл          | дівчина приманка |
| Майкл Таліферро    | Карджекер        |
| Еммануель Ксереб   | Едді Домінгес    |
| Марк Маколей       | Ной Таффіканте   |
| Ральф Гонсалес     | Куні             |
| Вік Манні          | Фергюсон         |
| Френк Джон Г'юз    | Каспер           |
| Майк Кіртон        | Енді             |
| Вілл Нікербоксер   | офіцер Білл О'Фі |

## Саундтрек
| Рік  | Альбом                               | Найвище місце у чартах | Найвище місце у чартах | Статус         |
| Рік  | Альбом                               | U.S.                   | U.S. R&B               | Статус         |
| ---- | ------------------------------------ | ---------------------- | ---------------------- | -------------- |
| 1995 | Bad Boys - Виданий: 21 березня, 1995 | 26                     | 13                     | - US: Platinum |